# Christian Rahn
Pour les articles homonymes, voir Rahn.
Christian Rahn est un footballeur allemand né le 15 juin 1979 à Hambourg.  Entre 2002 et 2004, il a eu 5 sélections en équipe d'Allemagne de football.

## Palmarès
- Hambourg SV
  - Vainqueur de la Coupe de la Ligue allemande en 2003.

- 1. FC Cologne
  - Champion de 2.Bundesliga en 2005.

- SpVgg Greuther Fürth
  - Champion de 2.Bundesliga en 2012.